# Пач Адамс (филм)
Пач Адамс (на английски: Patch Adams) е американски филм от 1998 година, направен по живота на Пач Адамс, лекар с нетрадиционни методи. Филмът е номиниран за Оскар и Златен глобус и макар да е приет много добре от публиката, филмовите критици са резервирани. Във филма Адамс е представен като неконформист, който на церемонията по получаване на дипломите се появява с липсваща задна част на мантията си, която показва голите му задни части.